# 壬
壬（じん、みずのえ）は、十干の9番目である。
陰陽五行説では水性の陽に割り当てられており、ここから日本では「みずのえ」（水の兄）ともいう。

## 概要
- 「壬」という漢字の起源についてはこれまで様々な提案がなされてきたが定説は無い[1]。十干の九番目を指す単語に用いるのは仮借による。
- 西暦年の下一桁が2の年が壬の年となる。なお、年を表す時の別名は玄黓[2]。
- 中国語の化合物命名法では、ノナン、ノニル基など、炭素を9つ含む化合物や官能基の名に付けられる。
- 反対側は、丁（ひのと）。
- 恵方は、北北西やや北（345度）。

## 壬を含む干支
- 壬申
- 壬午
- 壬辰
- 壬寅
- 壬子
- 壬戌